# Sono pazzo di Iris Blond
Pour plus de détails, voir Fiche technique et Distribution.
Sono pazzo di Iris Blond est une comédie romantique italienne réalisée par Carlo Verdone et sortie en 1996.

## Synopsis
Romeo Spera, chanteur et musicien célèbre dans les années 1970 avec le single Bella senza trucco, est trompé et quitté par sa compagne, avec laquelle il avait formé le groupe musical Alta Definizione, par un autre membre du groupe, son meilleur ami. Triste et déprimé, il se fait embaucher comme chanteur sur des bateaux de croisière pour joindre les deux bouts ; lors d'une escale à Naples, il rend visite à une voyante, connue sous le nom de Santa, qui lui prédit une rencontre heureuse avec une femme étrangère qui aime la poésie et la musique ; cette femme porte le nom d'une fleur et lui donnera de l'amour et de l'argent.
Peu après, au cours d'une croisière, il rencontre Marguerite, une chanteuse belge d'âge mûr qui interprète du Jacques Brel. Pensant qu'elle est la femme de son destin, il se lie d'amitié avec elle et part vivre avec elle à Bruxelles. Il se rend vite compte que sa vie est malheureuse et que jouer Ne me quitte pas tous les soirs est assez frustrant. Un soir, alors qu'il dîne dans un fast-food, il rencontre par hasard Iris, une serveuse italienne qui a émigré en Belgique dix ans plus tôt pour rejoindre son père, originaire de la province de Caserte. Iris est une fille inflexible et têtue, à la vie amoureuse mouvementée : pour elle, rompre une relation équivaut à « couper du bois mort ».
Petit à petit, Roméo commence à sortir avec elle et découvre qu'elle a une voix magnifique et qu'elle écrit des vers et de la poésie. Il se rend compte que le temps d'une grande décision est venu : il quitte Marguerite et s'installe chez Iris, avec qui il forme le duo de musique trip-hop électropop « Iris Blond and the Freezer ». Lors de l'enregistrement de la chanson Nervous (initialement écrite en français), ils obtiennent un concert dans une boîte en dehors de la ville, grâce auquel ils connaissent un succès considérable. Cela leur permet d'enchaîner de nombreuses dates dans différentes salles de concert.
À la fin d'un concert, Iris rencontre seule un producteur de disques. Romeo et elle se disputent, car il aurait bien voulu assister à la réunion, mais ils se réconcilient après être rentrés chez eux et avoir passé la nuit ensemble. À son réveil, Romeo lui annonce qu'il est tombé amoureux, mais peu après, elle lui fait part de la proposition du producteur d'enregistrer un album en France, de faire une tournée en Europe et de décrocher un riche contrat, ce qui conduirait à la rupture du duo. En effet, le producteur prévoit de faire accompagner Iris par un groupe de jeunes de 20 ans, laissant de côté Romeo, jugé trop démodé. Se sentant trahi pour la énième fois, il déclenche une forte dispute entre les deux : Romeo prend possession de la maison d'Iris pour se dédommager du préjudice subi, après quoi il la jette littéralement hors de la maison.
Tiraillé entre des sentiments d'amour et de haine pour la jeune fille, Roméo décide de partir à sa recherche à Charleroi, où vit son père, Vincenzo, et où elle a dit avoir déménagé. Non seulement il ne la retrouve pas, mais il est embarqué par Vincenzo dans une soirée à l'italienne en l'honneur de Sainte-Barbara (patronne des mineurs), où il est contraint de chanter en duo avec Mino Reitano, invité spécial. De retour chez lui, il trouve sur son répondeur un message d'Iris qui lui annonce son départ pour le lendemain et lui demande de la voir.
Roméo se présente à la gare d'Anvers et, après avoir feint un détachement réciproque, ils essaient de se convaincre l'un l'autre : elle demande à Roméo de la suivre en France, il essaie au contraire de la convaincre de ne pas prendre le train et de rester, en imitant l'œil mi-clos de Jacqueline (la fille du fast-food et désormais ancienne collègue d'Iris, atteinte de ptosis). Il lui tourne alors le dos et s'éloigne, s'attendant à ce qu'elle le rattrape. Mais il n'en est rien : lorsqu'il se retourne, en effet, Iris a déjà pris le train pour Paris, lui préférant sa carrière prometteuse.
Cependant, Romeo continue de s'engager : lors d'un concert, il est annoncé qu'il interprétera Black Hole, une chanson du répertoire du duo aujourd'hui dissous. Pendant sa prestation, il affiche une expression triste et amère due à l'abandon d'Iris, mais malgré ce lourd fardeau, il s'acquitte de sa tâche avec brio devant une salle comble qui l'écoute attentivement, se relançant comme artiste et gagnant la célébrité et le succès qu'il pensait avoir perdus avec le nom de scène « The Freezer ».

## Fiche technique
- Titre original : Sono pazzo di Iris Blond[1],[2] (litt. « Je suis fou d'Iris Blond »)
- Réalisation : Carlo Verdone
- Scénario : Carlo Verdone, Francesca Marciano, Pasquale Plastino (it)
- Photographie : Danilo Desideri (it)
- Montage : Antonio Siciliano (it)
- Musique : Lele Marchitelli (it), Marcello Surace (it)
- Décors : Maurizio Marchitelli (it)
- Costumes : Tatiana Romanoff
- Maquillage : Stefano Fava
- Production : Vittorio Cecchi Gori, Rita Rusić
- Sociétés de production : Cecchi Gori Group - Tiger Cinematografica
- Format : couleurs - 1,85:1 - son Dolby Digital - 35 mm
- Pays de production :  Italie
- Langue de tournage : italien
- Genre : comédie romantique
- Durée : 111 minutes
- Dates de sortie : 
  - Italie : 13 décembre 1996

## Distribution
- Carlo Verdone : Romeo Spera
- Andréa Ferréol : Marguerite
- Claudia Gerini : Iris Cecere
- Nello Mascia : Vincenzo Cecere, le père d'Iris
- Nuccia Fumo : Mariangela Cavone, diseuse de bonne aventure napolitaine
- Mino Reitano : lui-même
- Didier De Neck : Julien
- Alain Montoisy : René
- Patrice De Mincke : Daniel
- Liesbet Jannes : Jacqueline

## Production
Initialement, le nom de scène d'Iris devait être Iris Love, mais un archéologue américain portant le même nom a empêché son utilisation ; le nom Iris Blue a ensuite été envisagé, mais c'est finalement Iris Blond qui l'a emporté.

## Exploitation
Le film a été le 16e film faisant le plus d'entrées dans la saison cinématographique italienne 1996-1997.